# Ophiolepis crassa
Ophiolepis crassa is een slangster uit de familie Ophiolepididae.
De wetenschappelijke naam van de soort werd in 1932 gepubliceerd door E. Nielsen.